# 콥스 파티: 블러드 드라이브
《콥스 파티: 블러드 드라이브》는 팀 그리그리가 개발하고 5pb.가 배급한 2014년 생존 호러 어드벤처 게임이다. 《콥스 파티》 시리즈의 네 번째 게임으로 플레이스테이션 비타로 처음 개발돼 일본서 2014년 7월 출시됐다.
이야기상 《콥스 파티: 북 오브 섀도즈》의 후속작이자 텐진초등학교 이야기의 마지막 장에 해당하는 작품이다. 시노자키 아유미가 전작의 사건으로 신체적, 정신적 고통을 겪던 중 아유미의 친구들을 구할 방법이 있다는 이방인의 말에 다시 저주를 이용해 이공간의 텐진초등학교로 돌아가는 이야기를 그렸다. 시리즈 최초로 3D 그래픽을 사용해 등장인물들을 치비로 묘사한 것이 특징이다.
2017년에 iOS와 안드로이드로 모바일 이식판이 발매됐다. 2019년에 마이크로소프트 윈도우 및 닌텐도 스위치로 이식됐다.

## 개발
게임 내 CG 일러스트는 카미시로 사쿠야가 맡았다.

## 참조

### 주해
1. ↑  영어: Corpse Party: Blood Drive, 일본어: コープスパーティー BLOOD DRIVE